# جيان بوير
جيان بوير (بالفرنسية: Jean Boyer)‏ (2 فبراير 1901 فيتري سور سين فرنسا - 24 نوفمبر 1981 باريس فرنسا) هو لاعب كرة قدم فرنسي سابق كان يلعب كمهاجم، شارك في الألعاب الأولمبية الصيفية 1920.

## وصلات خارجية
- جيان بوير على موقع قاعدة بيانات كرة القدم.إي يو (الإنجليزية)
- جيان بوير على موقع ناشيونال فوتبول تيمز (الإنجليزية)
- جيان بوير على موقع أوليمبيديا (الإنجليزية)